# パンペロ
パンペロ(スペイン語 : Pampero)とは、ブラジル南部・アルゼンチン・ウルグアイにまたがるパンパで吹く、冷たい南寄りの風のこと。夏を中心に発生する。
寒冷前線や低気圧の通過時に吹き、時に被害をもたらすことがある。ライン上のスコール（降雨帯）がみられるほか、通過後に気温が急降下する。